# Eurajoki
Eurajoki (Zweeds: Euraåminne) is een gemeente en stad in de Finse provincie West-Finland en in de Finse regio Satakunta. De gemeente heeft een landoppervlakte van 515 km² en telt 9.211 inwoners (2022).